# Caliris
Caliris (лат.) — род богомолов из семейства Haaniidae (ранее в Tarachodidae). Известно пять видов из Юго-Восточной Азии (Индия, Китай, Малайзия, Индонезия). Род был впервые выделен в 1915 году энтомологом Эрманно Джильо-Тосом, типовой вид Caliris masoni Westwood. Описанный в 1935 году вид Beesoniella pallida Werner перенесён в состав рода Caliris.
От близких групп род отличается следующими признаками: косые жилки дисковидной области надкрылий не сильно изогнуты (у близкого рода Gildella они почти поперечные), первый дискоидальный шип расположен позади второго, внутренние апикальные доли тазиков передней пары ног расходящиеся.
- Caliris elegans Giglio-Tos, 1915
- Caliris masoni Westwood, 1889
- Caliris melli Beier, 1933
- Caliris pallens Wang, 1993
- Caliris pallida (Werner, 1935)
  - = Caliris keralensis  (Vyjayandi et al., 2006) (=Iris keralensis, Beesonula keralensis)[7][8][1]